# Abraxas invasata
Abraxas invasata är en fjärilsart som beskrevs av W. Warren 1897. Abraxas invasata ingår i släktet Abraxas och familjen mätare. Inga underarter finns listade i Catalogue of Life.